# Ottomar Sachse
Ottomar Sachse (15. dubna 1951 – 21. prosince 2023) byl německý rohovník/boxer.

## Sportovní kariéra
Připravoval se v klubu SV Halle pod vedením Jürgena Witteho. Ve východoněmecké reprezentaci se pohyboval v letech 1971 až 1977 výhradně v polotěžké váze do 81 kg. V roce 1972 startoval na olympijských hrách v Mnichově a vypadl v úvodním kole s Argentincem Miguelem Ángelem Cuellem. V roce 1976 startoval na olympijských hrách v Montréalu a vypadl ve čtvrtfinále s Američanem Leonem Spinksem. Sportovní kariéru ukončil před domácím publikem na mistrovství Evropy v Halle v roce 1977 po zisku stříbrné medaile. Žil v Halle a věnoval se podnikatelské činnosti.

## Výsledky
| Turnaj             | 1971           | 1972           | 1973           | 1974           | 1975           | 1976           | 1977           |
| Turnaj             | 20             | 21             | 22             | 23             | 24             | 25             | 26             |
| Turnaj             | polotěžká váha | polotěžká váha | polotěžká váha | polotěžká váha | polotěžká váha | polotěžká váha | polotěžká váha |
| ------------------ | -------------- | -------------- | -------------- | -------------- | -------------- | -------------- | -------------- |
| Olympijské hry     |                | úč.            |                |                |                | úč.            |                |
| Mistrovství světa  |                |                |                | 3.             |                |                |                |
| Mistrovství Evropy | 2.             |                | úč.            |                | 3.             |                | 2.             |